# Сервий Сульпиций Камерин (консул-суффект)
Сервий Сульпиций Камерин (лат. Servius Sulpicius Camerinus; V—IV века до н. э.) — римский политический деятель из патрицианского рода Сульпициев, консул-суффект 393 года до н. э., военный трибун с консульской властью 391 года до н. э. Капитолийские фасты называют преномен его отца — Квинт. Возможно, это военный трибун 402 и 398 гг. до н. э.
В 393 году до н. э., когда консулы Луций Валерий Потит и Публий Корнелий Малугинский Косс сняли с себя полномочия как избранные с погрешностью, Сервий Сульпиций и Луций Лукреций Триципитин Флав стали консулами-суффектами. В этом качестве они дали отпор народным трибунам, предложившим законопроект о переселения части граждан в недавно взятые Вейи.
Во время своего трибуната (391 год до н. э.) Сервий Сульпиций вместе с коллегой Агриппой Фурием Фузом воевал с саппинатами; те предпочли отсиживаться за крепостными стенами, пока римляне грабили их земли. В 387 году до н. э. Сервий Сульпиций был интеррексом.
Существует предположение, что Сервий Сульпиций Камерин — одно лицо с Сервием Сульпицием Руфом, военным трибуном с консульской властью 388, 384 и 383 годов до н. э.